# السلمیه
السلمیه یک منطقهٔ مسکونی در قطر است که در شهرداری الشحانیه واقع شده‌است.